# Mohér

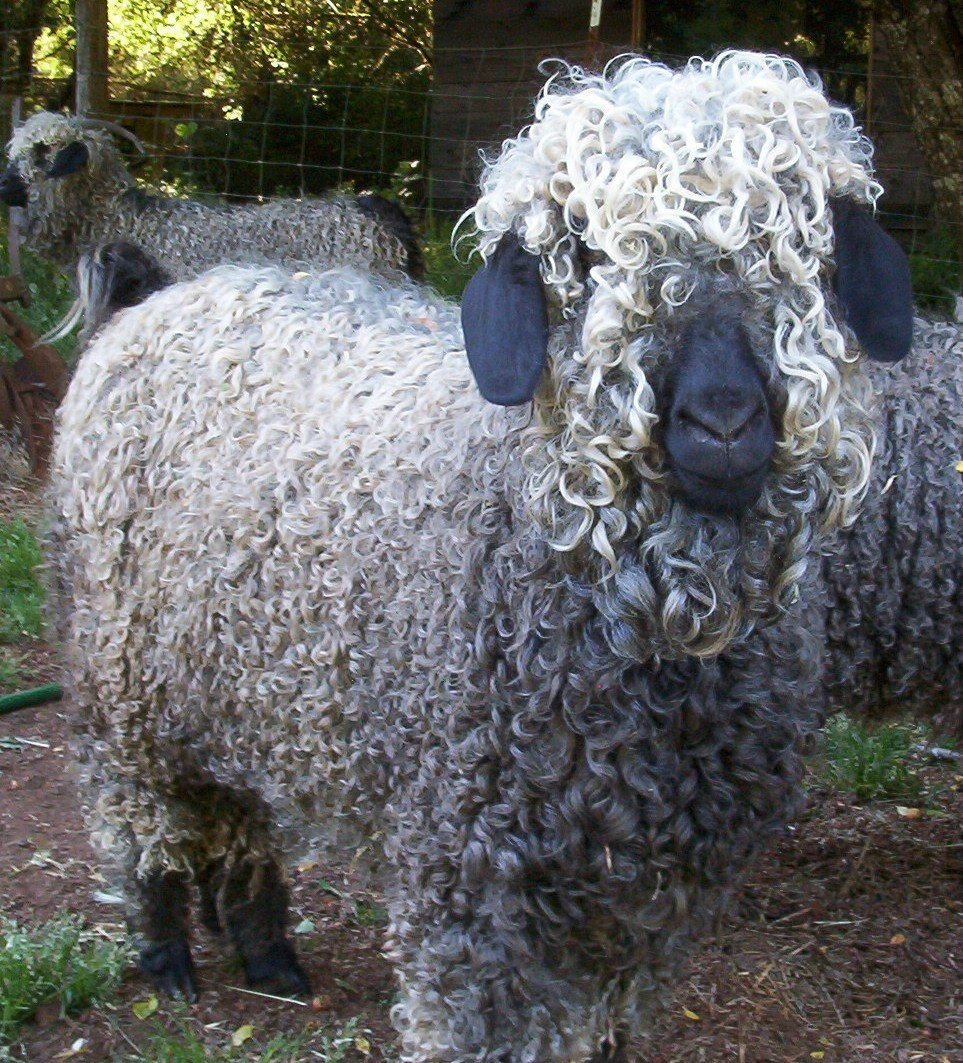
Angorská koza

Mohér (anglicky Mohair) je textilní vlákno ze srsti angorské kozy.
Původ angorské kozy není známý, o použití vláken z její srsti ke zhotovení textilií se zmiňuje už kniha Exodus v Bibli asi před 3500 lety. 

## Produkce

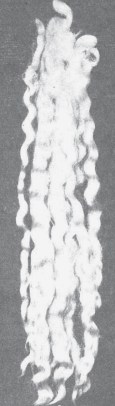
Stapl mohérových vláken, délka asi 20 cm (snímek z roku 1916)

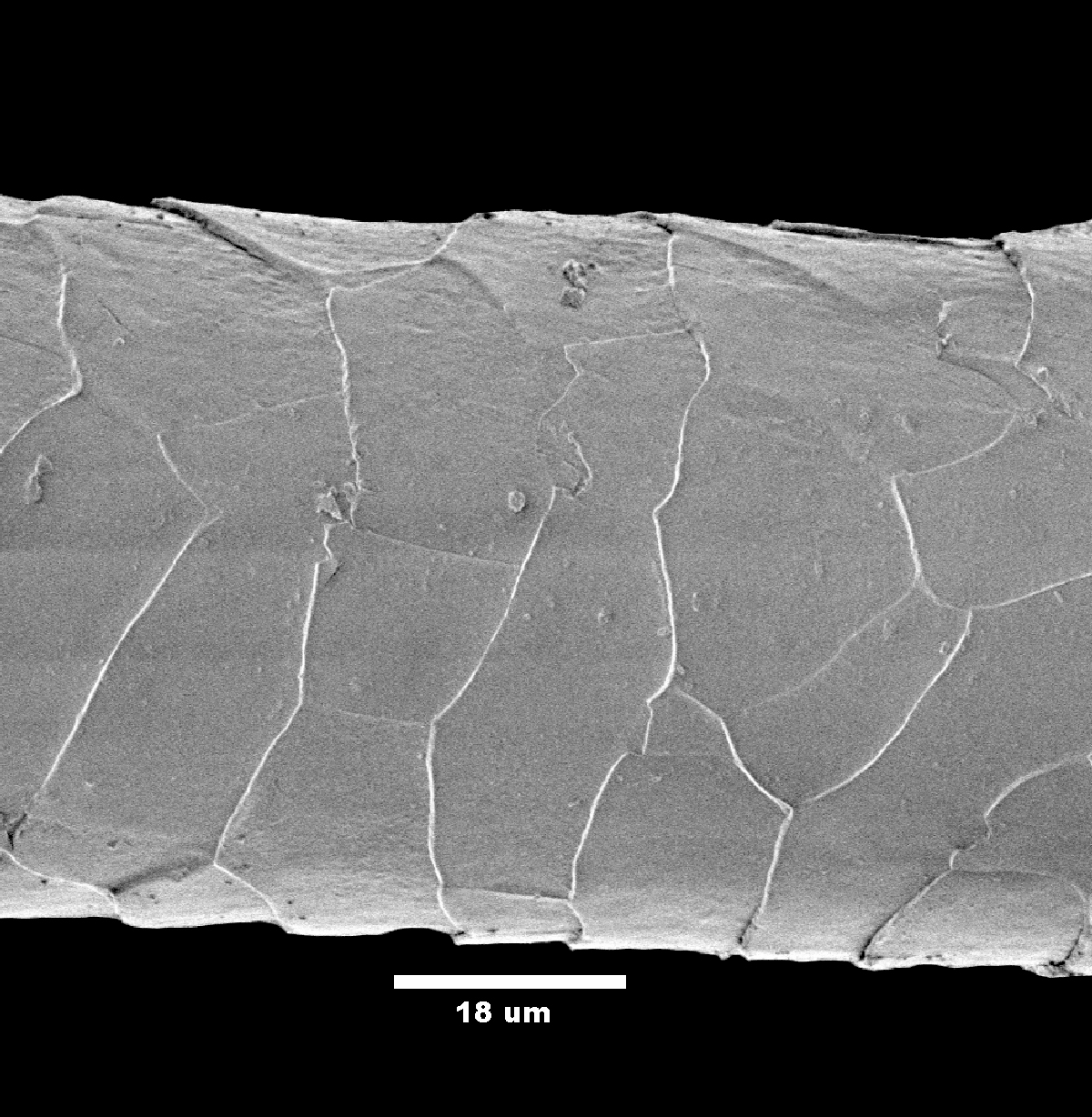
Mohérové vlákno 1400× zvětšené

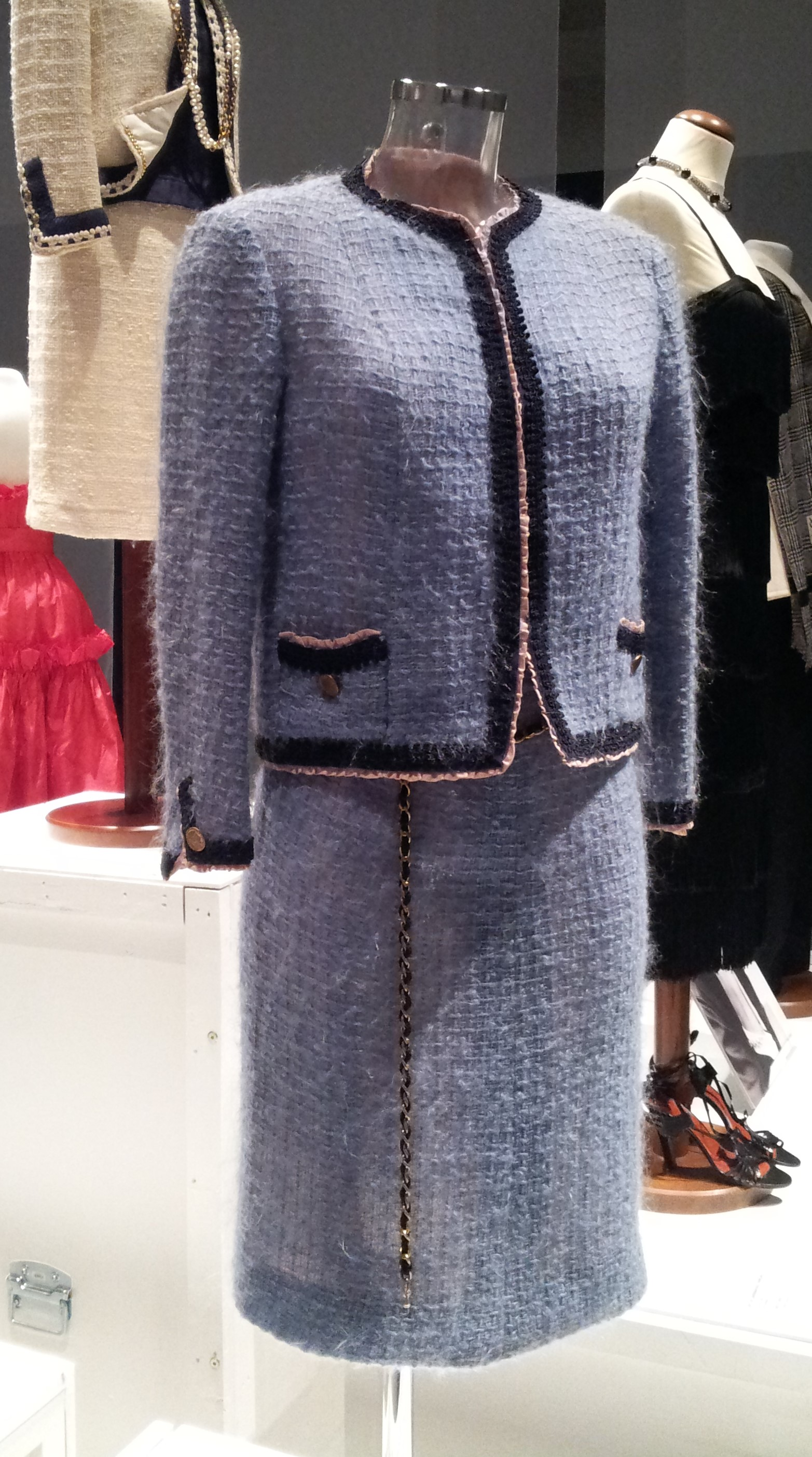
Mohérový kostým podle návrhářky Coco Chanel (asi z roku 1965)

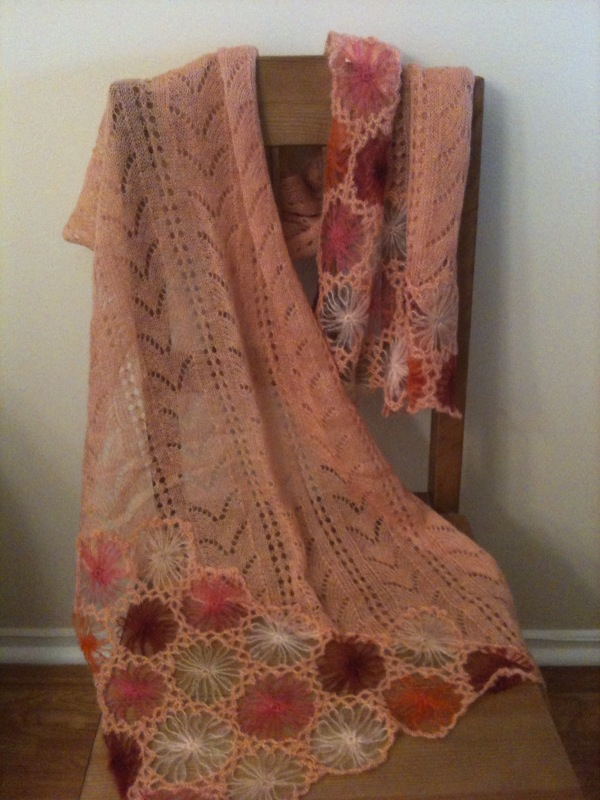
Pletený a háčkovaný šál z mohérové příze

Na světě se chová asi 6 milionů angorských koz (Nový Zéland, Texas, Jižní Afrika, Turecko); jejich srst se stříhá jednou nebo dvakrát do roka. Vlna z půlroční stříže „kidmohér“ je hodnotnější (10–15 cm dlouhá) než roční stříž (20–30 cm). Roční výnos z jednoho zvířete má být průměrně 2 kg, podle některých údajů až 5 kg. V roce 2021 obnášela celosvětová produkce cca 4300 tun, z toho asi polovina pocházela z Jižní Afriky a 1/3 z Lesotha, Turecka a Argentiny.
V odborných publikacích se mohérovým vláknům dlouho dával přívlastek luxusní, protože jejich cena dosahovala např. až dvojnásobku ceny ovčí vlny. Od posledních let 20. století však poklesla spotřeba této textilní suroviny asi na čtvrtinu a za mohér se platí přibližně stejná cena jako za jemnou ovčí vlnu.

## Vlastnosti vlákna
Staplová délka 8–14 cm, průměr 23–45 μm, pevnost 17 cN/tex, oproti ovčí vlně má mohér na povrchu větší a řidší šupiny a cca poloviční pevnost v oděru, tažnost asi 40 %, zotavení po deformaci až 60 %, navlhavost 30 %, velmi nízkou žmolkovitost, hořlavost 27 LOI
Srst angorské kozy obsahuje průměrně jedno procento vláken s dření (kanálek ve středu vlákna sestávající ze zbytků buněk a dírek). Tato vlákna jsou skoro dvojnásobně hrubší než zbytek stříže mohéru. V textilních výrobcích je pouhým okem viditelné jejich křídově bílé zbarvení, které i po obarvení zůstává jako světlá skvrna. Pro některé výrobky jsou partie s vyšším obsahem vláken s dření (kemp) nepoužitelné.
Jakost mohérových vláken se hodnotí podle řady fyzikálních vlastností – délka, jemnost, obsah nečistot, obsah kempů atd. Na prodejní cenu má největší vliv tloušťka vlákna. Např. partie s průměrnou jemností 35 μm se dá prodat za cca 4 €/kg, zatímco vlákna s jemností pod 27 μm se hodnotí na 17 €/kg. 

## Zpracování mohérových vláken
Praním se odstraňuje z vlákniny asi 15–20 % nežádoucích příměsí (4–6 % nečistot).
Příze se vyrábějí technologií mykané nebo česané vlny přizpůsobenou vlastnostem mohérových vláken. Běžné jsou také směsi mohéru s vlnou a s umělými vlákny. Technické podrobnosti nejsou publikovány, výrobci je zpravidla utajují. Známé je jen:
- Vlákna se staplovou délkou pod 75 mm se zpracovávají na mykanou přízi, asi 2 % z nich se před spřádáním karbonizují.
- Většina vláken se spřádá podobně jako česaná vlna. Tradiční výrobní postup obsahoval (málo výkonné a komplikované) česání tzv. „anglickým“ systémem. Tento způsob se zčásti používal až do konce 20. století, protože zajišťoval spolehlivější odstranění hrubých vláken s dření. Hranice výpřednosti se udává s 22 tex (výjimečně až 15 tex).

### Použití příze
Na začátku 21. století se uváděly podíly:
- 65 % na ručně pletací příze (převážně efektní příze)[6]
- 15 % na pánské oděvy[7]
- 12 % na tkané oděvní doplňky a pokrývky[8]
- 8 % na bytové textilie (velurové dekorace apod.)[9]

Pod obchodním označením mohér (nebo Mohair) byla ve 20. století známá lehká, objemná látka se zatkávanou mohérovou přízí, ze které ležely na povrchu kadeře na způsob buklé. 